# مائودی آیوندا
آیوندا فازا مائودیا (انگلیسی: Ayunda Faza Maudya؛ زادهٔ ۱۹ دسامبر ۱۹۹۴) که با نام مائودی آیوندا (Maudy Ayunda) شناخته می‌شود، خواننده و بازیگر اهل اندونزی است.

## زندگی شخصی و تحصیلات
مائودی آیوندا زادهٔ ۱۹ دسامبر ۱۹۹۴ است. او یک خواهر کوچکتر به نام آماندا دارد. او در مه ۲۰۲۲ با بیزنس‌من کره‌ای آمریکایی جس جی‌سوک چوی در مه ۲۰۲۲ ازدواج کرد.
مائودی آیوندا در یک مسابقهٔ سخنرانی در مدرسهٔ خود نایب قهرمان شد. او به زبان‌های انگلیسی، جاوه‌ای، اندونزیایی، ماندارین و اسپانیایی صحبت می‌کند. پس از فارغ‌التحصیلی از مدرسه بریتانیایی جاکارتا، آیوندا در کالج اس‌تی هیلدا در دانشگاه آکسفورد برای تحصیل در روان‌شناسی، سیاست و اقتصاد (PPE) ثبت نام کرد و در سال ۲۰۱۶ فارغ‌التحصیل شد.